# 夢やぶれて -I DREAMED A DREAM-
「夢やぶれて -I DREAMED A DREAM-」（ゆめやぶれて -アイ・ドリームド・ア・ドリーム-）は、華原朋美の通算27枚目のシングル。ミュージカル『レ・ミゼラブル』の劇中曲「夢やぶれて」の日本語カバーで、日本でのシングル化は初となる。2013年4月17日にユニバーサルJより発売。

## 概要
前作「あのさよならにさよならを」以来7年ぶりとなり、2012年12月の5年半ぶりの活動再開以降、復帰第1弾となる作品。日本版（東宝）ミュージカル『レ・ミゼラブル』のファンティーヌ役でおなじみの岩崎宏美などが歌唱した岩谷時子による訳詞バージョンでの収録となる。過去に同ミュージカルのオーディションで同曲を歌唱した経験があり、また映画版のサウンドトラックを販売する所属レコード会社のスタッフより提案され、選曲に至った。
ジャケット写真は、「レ・ミゼラブル」へのオマージュも込め、“傷つきながらも希望を捨てず生きる女性像”を描こうというコンセプトのもと制作された。レコーディングは、自身初の総勢41名のフルオーケストラをバックに従えて行われた。これに伴い、カップリングでは代表曲「I'm proud」をフルオーケストラで自身2度目のセルフカバー、2013オーケストラ・バージョンとして収録した。
発売に先駆けて、3月18日に着うたが先行配信され、YouTubeのユニバーサル公式チャンネルで、レコーディングやジャケット撮影のメイキングで構成されたティザー映像が配信された。4月5日にはミュージック・ビデオが解禁となり、編集を挟まず、鬼気迫る表情などをリアルに撮影したワンカット・バージョンが配信された。なお製品版では、編集を加え、エンドロールを追加した映像が収録されている。
発売記念スペシャルキャンペーンの一環として、2013年5月26日に原宿クエストホールにて、限定300名を招待してスペシャルライブを開催。他にも発売当日に恵比寿ガーデンプレイスで、4月21日にイオンレイクタウンでイベントを開催した。
2013年4月30日に生出演したTBS系音楽番組『火曜曲!』では、服部克久指揮・編曲による番組オリジナルのアレンジで、47人編成のオーケストラを従えて「夢やぶれて」を歌唱した。服部は華原について、「久しぶりに彼女の歌声を聴いてびっくり、ずいぶん成長した。オーケストラに負けないくらい声が強くなった、聴く人の心に染みると思う。色々な人生経験を積んで、歌でストーリーを語れるようになった。武器が一つ増えて、これからが楽しみ。」と評した。
オリコンチャートでは、週間13位に初登場し、2004年の「あなたがいれば」以来、8年半ぶりにトップ20入りを記録する好スタートとなった。ビルボード・ジャパンの週間チャート（シングル総合）では6位を記録し、トップ10入りを果たした。
売上枚数は1万2596枚。

## 収録曲
| 全編曲: 武部聡志。 |                                                    |                  |                        |       |
| #                  | タイトル                                           | 作詞             | 作曲                   | 時間  |
| 1.                 | 「夢やぶれて -I DREAMED A DREAM-」                 | 岩谷時子（訳詞） | Claud-Michel Schonberg | 3:49  |
| 2.                 | 「I'm proud -2013 Orchestra Ver.-」                | 小室哲哉         | 小室哲哉               | 4:41  |
| 3.                 | 「夢やぶれて -I DREAMED A DREAM- (Piano Ver.)」    | 岩谷時子（訳詞） | Claud-Michel Schonberg | 3:58  |
| 4.                 | 「夢やぶれて -I DREAMED A DREAM- (Instrumental)」  |                  |                        | 3:49  |
| 5.                 | 「I'm proud -2013 Orchestra Ver.- (Instrumental)」 |                  |                        | 4:41  |
| 合計時間:          | 合計時間:                                          | 合計時間:        | 合計時間:              | 21:16 |

| #  | タイトル                                         | 作詞 | 作曲・編曲 | ディレクター | 時間 |
| -- | ------------------------------------------------ | ---- | ---------- | ------------ | ---- |
| 1. | 「夢やぶれて -I DREAMED A DREAM- (Music Video)」 |      |            | 鈴木利幸     | 4:34 |

### 補足
初回限定盤のみDVD、8Pブックレット、発売記念スペシャルキャンペーン応募券A 封入。通常盤のみ応募券B 封入。